# HMCS Regina (K234)
Pour les autres navires du même nom, voir NCSM Regina.
Le HMCS Regina (K234) est une corvette de la classe Flower de la Marine royale canadienne.
Il est baptisé en l'honneur de la ville de Regina

## Histoire
Le Regina est affecté à la Western Local Escort Force (WLEF) de la mi-mars 1942 jusqu'en septembre 1942. Le 3 juillet 1942, il porte secours aux 25 survivants du navire américain SS Alexander Macomb coulé au large de Cap Cod. En septembre, il est affecté à l'opération Torch en Afrique du Nord.
Le Regina vient au Royaume-Uni en novembre 1942 et en janvier 1943 pour des escortes avec Gibraltar. Le 8 février 1943, il attaque le sous-marin italien Avorio devant Philippeville en Algérie. Il retourne au Canada en mars 1943 et retrouve brièvement le WLEF avant une reconstruction qui commence en juin 1943 à Sydney en Nouvelle-Écosse et est complétée à Pictou à la mi-décembre 1943.
De retour au service en février 1944, le Regina est affecté à la Mid-Ocean Escort Force pour escorter des convois transatlantiques. Pendant l'escorte du convoi SC 154, il est détaché de l'escorte pour accompagner un remorqueur de la Royal Navy qui transporte le Dundas jusqu'à Horta, dans les Açores. Il quitte Horta le 14 mars 1944, pour escorter le Mulgrave jusque dans la Clyde. Fin mars, la corvette est assignée au Commander-in-Chief, Western Approaches pour être associé au débarquement en Normandie. Après le débarquement, il sert dans des escortes à travers la Manche.
Le 8 août 1944, le Regina est torpillé et coulé par l'U 667 à 15 km au nord de Trevose Head, dans les Cornouailles, alors qu'il porte secours aux survivants du Liberty ship Ezra Weston. Le navire de guerre coule en 28 secondes, 30 membres d'équipage meurent.